# Pierre de Lusignan (mort en 1451)
Pour les articles homonymes, voir Pierre de Lusignan.
 (juillet 2014).
Si vous disposez d'ouvrages ou d'articles de référence ou si vous connaissez des sites web de qualité traitant du thème abordé ici, merci de compléter l'article en donnant les références utiles à sa vérifiabilité et en les liant à la section « Notes et références ».
Pierre de Lusignan, mort en 1451, fils de Jacques de Lusignan (- av. 1395), comte titulaire de Tripoli en 1372 (fils de Jean, régent et connétable de Chypre) et de son épouse, sa cousine Marie dite Mariette de Lusignan. 

## Biographie
Il fut maréchal ou sénéchal titulaire de Tripoli, comte titulaire de Tripoli, régent de Chypre, connétable et sénéchal titulaire de Jérusalem.

## Mariage et descendance
Marié environ en 1415 avec sa cousine Isabelle de Lusignan, sans postérité, et eut un fils de mère inconnue: 
- Phoebus († Rome, ap. juillet 1485), légitimé par le pape Martin V en 1428, maréchal titulaire d'Arménie, seigneur titulaire de Saïda, marié avec une femme inconnue, et eut un fils et une fille: 
  - Hugues († ap. 1468), seigneur de Menico et Acaqui, marié une première fois avec ... Babin et une deuxième fois avec Isabeau Placoton, il eut deux filles : 
    - Isabelle de Lusignan, mariée avec Very de Giblet, seigneur de Makrassika
    - Lucrèce de Lusignan, mariée avec Olivier de Flatre

  - Éléonore († Lisbonne, ca 1475), enterrée à Lisbonne, mariée une première fois en 1450/1455 avec Soffredo Crispo († 1458), sans postérité, et une deuxième fois av. 1459 avec Vasco Gil Moniz († Lisbonne, 1497), enterré à Lisbonne, veuf sans postérité de Maria Fernandes, elle eut une descendance au Portugal, appelée Moniz de Lusignan, la lignée dans les mâles étant désormais éteinte.